# Joanna Jabłczyńska
Joanna Natalia Jabłczyńska est une actrice et chanteuse polonaise née le 9 décembre 1985 à Varsovie.

## Biographie

### Jeunesse et études
Joanna Jabłczyńska est née le 9 décembre 1985 à Varsovie. Elle est la fille de Bronisław et Bożena. Elle grandit dans la Mazovie. Elle a une sœur de six ans de plus qu'elle, Magdalena, qui est policière et dirige une ferme d'élevage,. De plus, elle a un demi-frère du côté paternel.
En 2004, elle étudie dans le lycée Miguel de Cervantes Liceum (en) à Varsovie dans une classe avec un profil biologique et chimique. Elle sait communiquer en anglais ainsi qu'en espagnol,.
En 2009, elle est diplômée de la Faculté de droit et d'administration de l'Université de Varsovie et, en 2014, elle suit un apprentissage juridique à la Chambre de district des conseillers juridiques de Varsovie et obtient un doctorat pour les conseillers en investissement et les analystes en valeurs mobilières à l'Académie Leon-Koźmiński. En septembre 2016, elle entame une autre étude post-universitaire, cette fois dans le domaine du droit américain.

### Carrière juridique
Après avoir terminé son apprentissage juridique, elle ouvre le cabinet d'avocats Clever One à Varsovie.
À partir d'octobre 2015, elle enseigne dans le cadre d'études supérieures en droit des médias et du droit d'auteur à l'Université Lazarski de Varsovie (en).
Fin 2015, de nombreux sites informent de ses prétendus problèmes professionnels d'avocate, résultant d'une approche insuffisamment professionnelle de la profession et du départ de Clever One ainsi que de procédures disciplinaires,.
Après avoir quitté le cabinet d'avocats Clever One, de 2016 à 2019, elle est copropriétaire et conseillère juridique d'un cabinet d'avocats de Varsovie.
Après avoir également quitté ce cabinet d'avocats, elle fonde en 2019 son propre cabinet d'avocats sous le nom de Joanna Jabłczyńska Kancelaria Prawna.

### Carrière artistique
Elle commence sa carrière artistique en 1993 après avoir remporté la qualification pour faire du groupe d'enfants dans l'émission Fasolki. Après quelques semaines, elle apparaît sur scène puis dans l'émission télévisée Tik-Tak. Avec le temps, elle devient soliste de Fasolki et se produit avec l'ensemble en Pologne et à l'étranger.
Après avoir quitté Fasolki, elle se produit dans la troupe de théâtre Kabaret 44, puis devient l'animatrice du programme pour enfants Teleranek.
En 1997 et 1998, elle a des rôles épisodiques dans deux pièces mises en scène pour Teatr Telewizji, et en 1999, elle fait ses débuts en tant qu'actrice dans des séries télévisées : Klan et Trzyrazy Zera. En 2002, elle est l'élève du théâtre musical Roma à Varsovie. Elle collabore avec le studio de chanson Dorożkarnia et chante dans le groupe ViniBand.
En 2003, elle joue le rôle de Marta Konarska dans la série de TVN Na Wspólnej, qui lui assure une popularité nationale.
Elle participe à des émissions de divertissement telles que Dancing with the Stars. Taniec z gwiazdami, Jak oni śpiewają.
En 2008, avec d'autres interprètes, elle participe à l'enregistrement d'un album de poèmes pour enfants. En octobre 2010, elle sort son premier single Papparapa, faisant la promotion de l'album du même titre, sorti le 22 novembre 2010 par le label QM Music. Elle enregistre des chansons et des poèmes pour enfants, qui sont publiés sur des CD, une compilation de chansons interprétées par d'autres artistes. De plus, elle enregistre plusieurs livres sous forme de livres audio.
Elle est actrice de doublage, à la fois pour des films et des jeux informatiques.
En 2007, avec le co-auteur Marcin Przewoźniak, elle publie son premier livre adressé aux jeunes Współczesny savoir-vivre dla nastolatków.
L'image de Joanna Jabłczyńska figure sur de nombreuses couvertures des titres des magazines suivants, notamment des hebdomadaires ou mensuels féminins, Na Żywo, les éditions polonaises de Gala, Viva!, Cosmopolitan ou Glamour, des magazines mensuels de santé et de beauté, Samo Zdrowie ou Beauty. Dans le même temps, elle rejette l'offre de se présenter à une séance photo nue pour le mensuel masculin Playboy.

## Sport
Elle participe à des compétitions de course à pied et de triathlon, et dans un premier temps aussi à du VTT. Le 1er novembre 2015, elle prend part au marathon de New York. Auparavant, elle a participé à des semi-marathons (dont le semi-marathon de Varsovie en 2014 et 2015).